# 小叶滇紫草
小叶滇紫草（学名：Onosma sinicum）为紫草科滇紫草属的植物，为中国的特有植物。分布于中国大陆的四川、甘肃等地，生长于海拔1,700米至3,200米的地区，多生在多石山坡、干燥沟岸以及栎林下，目前尚未由人工引种栽培。
其种加词sinicum，意为“中华的”。